# Mount Hopkins (Neuseeland)
Mount Hopkins ist ein Berg in den Neuseeländischen Alpen. Der 2682 Meter hohe Berg liegt rund 25 Kilometer südlich des Aoraki/Mount Cook. Die Quellen des Landsborough River und des Dobson River befinden sich am Mount Hopkins.
Am Mount Hopkins treffen die Grenzen der drei Regionen West Coast, Otago und Canterbury aufeinander.